# Umaji (Kōchi)
Umaji (馬路村 Umaji-mura?) es una villa localizada en la prefectura de Kōchi, Japón. En junio de 2019 tenía una población estimada de 762 habitantes y una densidad de población de 4,6 personas por km². Su área total es de 165,48 km².

## Geografía

### Localidades circundantes
- Prefectura de Kōchi
  - Aki
  - Kitagawa
  - Yasuda
- Prefectura de Tokushima
  - Kaiyō
  - Naka

## Demografía
Según los datos del censo japonés, esta es la población de Umaji en los últimos años.
| 1995  | 2000  | 2005  | 2010  | 2015 |
| ----- | ----- | ----- | ----- | ---- |
| 1.242 | 1.195 | 1.170 | 1.013 | 823  |